# 핫포비 진
핫포비 진(일본어: 八宝備仁)은 일본의 일러스트레이터이다. 주로 어덜트 게임의 원화를 담당하고 있다. 동인 서클 〈HAPPO流〉를 주재하고 있다.

## 작품 목록
그는 성인게임이나 동인게임 같은 여러 개의 게임의 원화를 맡고 있으며 잡지나 소설의 일러스트도 맡은 적 있다.

### PC게임
- 옆집의 누나(니쿠큐,にくきゅう)
- VIST(C's ware)
- Repeat ~반복될 때 그리고...~(Sirius)
- 훌리건(프론트윙)
- 아즈라엘(프론트윙,Survive)
- 세퍼레이트 블루(Survive)
- 한여름의 문 ~너와 만드는 이야기~(Harbor)
- 갓뎀&쥬템(CIRCUS)
- boin(Crossnet-Pie)
- 리조트BOIN(Crossnet-pie)
- 그녀x그녀x그녀 ~세 자매와 두근두근 공동생활~(ωstar)
- 그녀x그녀x그녀 두근두근 풀 스로틀!(ωstar)
- 미소녀 만화경 - 저주받은 전설의 소녀 -(ωstar)
- 미소녀 만화경 - 물망초와 영원의 소녀 -(ωstar)
- 크라크라 ~CLASSY☆CRANBERRY'S~(아틀리에 카구야 P-ch)

### 컨슈머 게임
- 훌리건 ~네 안의 용기~(PCCWJ)
- 마음의 문(Genex)

### 동인 게임
- S.A.(타나카 브라더즈)
- S.A.2(타나카 브라더즈)
- S.A.3(타나카 브라더즈)
- 사쿠사쿠 대강도(타나카 브라더즈)
- 사쿠사쿠 대강도R(타나카 브라더즈)
- E.S.P.(타나카 브라더즈)

### 소설 삽화
- 시와스 토오루『나와 그녀의 게임 전쟁』(아스키 미디어 웍스,전격문고)

### 잡지
- 메가스토어(코어 매거진) 표지 2005년1월호 ~ 2006년12월호
- 맨즈 영(쌍화사) 표지 2006년3월호 ~

### 멀티미디어
- 절대충격 ~플라토닉 하트~ 캐릭터 디자인